# 長島美術館
長島美術館（ながしまびじゅつかん）は、鹿児島県鹿児島市武三丁目にある美術館。
1989年（平成元年）10月、鹿児島市制施行100周年に合わせて開館した。収蔵品は長島企業グループの創立者である長島公佑のコレクションをもとにしており、黒田清輝、和田英作、藤島武二などの地元作家や、マルク・シャガール、オーギュスト・ロダンら国外作家の絵画や彫刻のほか、南米大陸から出土した新大陸の先史美術品や薩摩焼など約1000点におよぶ。

## 施設・展示
施設は海抜110メートルの高台に位置し、錦江湾、桜島、鹿児島市街地を一望できる。長島美術館からの眺望は、鹿児島県が2006年に選定した「かごしま よかとこ100選 四季の旅」指定の観光名所となっている。周囲にはパームツリーやフェニックスなどの亜熱帯樹が生え、庭園には2005年から秋に菜の花の早咲きの種を近所の武中学校の生徒と一緒にまいており、12月末から1月末頃まで鑑賞できる。
建物は鉄骨鉄筋コンクリート造で、地下1階地上2階建となっている。7つの展示室があり、また1階ロビー・地階ホール・中庭・階段に彫刻が展示されている。1階ロビーに展示されている「考える人」はロダンが生前に監修し制作されたものである。
1階には第1、第2、第3展示室および第7企画展示室、ミュージアムショップなどがある。2階には喫茶室がある。地下1階には第4、第5、第6展示室および別館地下展示室がある。
年に3〜4回、コレクションの中から小企画展を実施、また年に1～2回、特別企画展を開催している。別館地下展示室は特別企画展に使用されるほか貸し出しもされている。

## 利用案内
- 所在地：〒890-0045　鹿児島市武3-42-18[4]
- 開館時間：9:00〜17:00（入館は16:30まで）[4]
- 休館日：毎週火曜日（祝日の場合は翌平日）[4]
- 駐車場：200台分（無料）[4]

## 利用料金
- 一般：1000年（800円）
- 高校生・大学生：800円（640円）
- 小学生・中学生：400円（320円）
- 65歳以上：500円
  - 上記は常設展の料金、括弧内は20名以上の団体料金[4]。

## アクセス
- 車：九州自動車道鹿児島ICより鹿児島市内方面武岡トンネル経由10分[4]
- 電車：JR鹿児島中央駅下車、西口より車で5分[4]
- バス：鹿児島交通、南国交通「武中学校下」バス停下車、徒歩20分[4]